# Зниклі та вбиті жінки корінного населення
Проблема зниклих та вбитих корінних жінок (Missing and Murdered Indigenous Women, MMIW) непропорційно зачіпає корінні народи Канади та США, особливо ті, що живуть у корінних поселеннях (FNMI, корінні народи Канади, метиси, інуїти) та корінних американських громадах. MMIW описано як канадійську національну кризу та канадійський геноцид. Як група, яка була «соціально, економічно та політично маргіналізованою», корінні жінки часто ставали об'єктами ненависті та насильства. Такі фактори, як бідність та бездомність, а також такі історичні расизм, сексизм та спадок колоніалізму, сприяють їх віктимізації. Травма, спричинена зловживаннями в системі шкільної освіти Канади, також відіграє роль. Див. також Сексуальне насильство проти корінних американок та Стерилізація корінних американок.
У Канаді, за розслідуванням 1980—2012, корінні жінки та дівчата, що складають лише 4 % жіночого населення, становили 16 % усіх вбивств жінок у Канаді. Насильницькі злочини проти жінок корінного населення скоюють в 3–3,5 рази частіше, ніж проти інших жінок, і насильство, з яким вони стикаються, часто є більш серйозним. З 2001 по 2015 рівень вбивств корінних канадійок (4,82 особи на 100 000 населення) майже в 6 разів перевищував рівень вбивств некорінних жінок (0,82 особи на 100 000 населення).:22 У Нунавуті, Юконі, на Північно-західних територіях, а також у провінціях Манітоба, Альберта та Саскачеван ця диспропорція ще вища.:22 Асоціація корінних жінок Канади зафіксувала 582 випадки з 1960-х, 39 % — після 2000 року. Звіт канадської поліції за 2014 рік виявив понад 1000 вбитих корінних жінок протягом 30 років. За даними адвокаційних груп, зникло набагато більше жінок, а найбільше — у Британській Колумбії. Серед резонансних злочинів 19 жінок, вбитих на Шосе сліз, та 49 жінок із району Ванкуверу, вбитих серійним вбивцею Робертом Піктоном.
У США насильство коять щодо корінних американок понад удвічі частіше, ніж щодо будь-якої іншої демографічної групи. Кожна третя корінна жінка зазнає сексуального насильства протягом життя, і 67 % цих нападів здійснюють немісцеві особи.
Масовий рух у США та Канаді працює над підвищенням обізнаності про зниклих та вбитих корінних жінок та дівчат (MMIWG) шляхом організованих маршів; створення баз даних; засідання місцевих громад, міських рад та племінних рад; проведення тренінгів про домашнє насильство для поліції. Правоохоронні органи, журналісти та активістки корінних громад борються за усвідомлення зв'язку між торгівлею жінками, проституцією, сексуальним домаганням, сексуальним насильством та зниклими і загиблими жінками і дівчатами.
У відповідь на неодноразові заклики груп корінних жительок, активісток та неурядових організацій уряд Канади під керівництвом прем'єр-міністра Джастіна Трюдо в вересні 2016 року створив громадський проєкт «Національне розслідування зниклих та вбитих корінних жінок та дівчат», завершене та представлене громадськості 3 червня 2019 р. Перезатверджений у 2013 році федеральний Закон про насильство проти жінок (VAWA) вперше надав племенам юрисдикцію для розслідувань та переслідувань кримінальних злочинів в сім'ях, де присутнє правопорушення як за участю корінних американців, так і злочинців некорінного походження на території резервацій. У 2019 році Палата представників на чолі з Демократичною партією прийняла HR 1585 (Закон про повторне санкціонування насильства проти жінок від 2019 року) 263—158 голосами, що значно збільшує права племен щодо переслідування злочинців.

## Передумови
Як група, яка була «соціально, економічно та політично маргіналізованою», корінні жінки часто ставали об'єктами ненависті та насильства. Такі фактори, як бідність та бездомність, а також такі історичні расизм, сексизм та спадок колоніалізму, сприяють їх віктимізації. Травма, спричинена зловживаннями в системі шкільної освіти Канади, також відіграє роль. Див. також Сексуальне насильство проти корінних американок та Стерилізація корінних американок.

### Канада
За даними активісток, у Канаді «тисячі випадків» зниклих та вбитих корінних жінок за останні півстоліття не були належним чином розслідувані через упередженість поліції. Як приклад наводяться 49 жінок, вбитих серійним вбивцею Робертом Піктоном, врешті ув'язненим у 2007 році. Сім'ї стверджували, що Піктон міг продовжувати вбивати довго, оскільки поліція серйозно не сприймала зникнення жінок, так як більшість убитих були проституйованими та корінними жительками.
У звіті статистики Канади 2011 р. підраховано, що між 1997 і 2000 рр. рівень вбивств тубілок був майже в 7 разів вищим, ніж інших жінок. Порівняно з жінками та дівчатами, корінні жительки також «непропорційно постраждали від усіх форм насильства». Тубілки також надмірно представлені серед канадійських жертв вбивств і набагато частіше за інших жінок зникають.
У звіті RCMP за 2014 рік під назвою «Зниклі та вбиті тубілки: національний оперативний огляд» було виявлено, що понад 1000 жінок корінного населення вбито протягом 30 років. У той час як кількість вбивств жінок, що не належать корінних народів, за 1980—2015 роки зменшилася, кількість вбитих корінних жінок зросла з 9 % усіх жертв вбивств у 1980 році до 24 % у 2015 році.:55:24 З 2001 по 2015 рік рівень вбивств жінок корінного населення в Канаді був майже в 6 разів вищим, ніж рівень вбивств жінок, що не належать корінних народів: 4,82 на 100 000 осіб проти 0,82 на 100 000 осіб.:22 У Нунавуті, Юконі, на Північно-західних територіях, а також у провінціях Манітоба, Альберта та Саскачеван ця диспропорція була ще вищою.:22 Паралельно зі збором даних про зниклих та вбитих жінок, що фінансується федеральним урядом до 2010 року, Асоціація корінних жінок Канади (NWAC) зафіксувала 582 випадки з 1960-х років, з 39 % після 2000 року. За даними адвокаційних груп, безвісти зникло набагато більше жінок, а найбільша кількість випадків — у Британській Колумбії. Помітні випадки включають 19 жінок, убитих на шосе Сліз, та 49 жінок із району Ванкуверу, вбитих серійним вбивцею Робертом Піктоном.
У відповідь на неодноразові заклики груп корінних жительок, активісток та неурядових організацій уряд Канади під керівництвом прем'єр-міністра Джастіна Трюдо створив Національне розслідування зниклих та вбитих корінних жінок та дівчат у вересні 2016 р. Згідно з передумовами розслідування від 22 квітня 2016 року, між 1980 і 2012 роками корінні жінки та дівчата становили 16 % усіх вбивств жінок у Канаді, складаючи лише 4 % жіночого населення Канади.

### США
У США проти корінних американок коять насильство понад удвічі частіше, ніж проти будь-якої іншої демографічної групи. Кожна третя тубілка зазнає сексуального насильства протягом свого життя, і 67 % цих нападів здійснюють некорінні жителі. Ліза Бруннер, виконавча директорка Першої національної коаліції «Священні духи», заявляє:
Що сталося завдяки федеральному закону та політиці США. Бо вони створили землі безкарності як майданчик для серійних ґвалтівників, насильників, вбивць, тих, від яких наші діти взагалі не захищені.
Федеральний закон про насильство проти жінок (VAWA) був перезатверджений у 2013 році. У ньому племенам вперше надано юрисдикцію розслідувати та переслідувати злочини у справах домашнього насильства за участю як корінних американців, так і немісцевих правопорушників із застереженнями. У 2019 році Демократична партія прийняла HR 1585 (Закон про насильство проти жінок від 2019 року) шляхом голосування 263—158, що значно збільшує права обвинувачення племен. Однак у республіканському сенаті його прогрес зупинився. Правоохоронні органи, журналісти та активістки у корінних громадах — як у США, так і в Канаді — боролися за усвідомлення зв'язку між проституці\ю, сексуальними домаганнями, сексуальним насильством та жінками, які зникають і гинуть.

## Статистика Канади
Різні групи збирали дані за різні періоди часу та використовуючи різні критерії. Наявні дані свідчать про те, що кількість зниклих і вбитих тубілок є непропорційно високою порівняно з їхнім відсотком від загальної кількості населення.
Одним з найбільш значущих висновків звіту «Національне розслідування зниклих та вбитих корінних жінок та дівчат» від червня 2019 року було те, що не було «достовірної оцінки кількості зниклих та вбитих корінних жінок, дівчат та сексуальних меншин в Канаді.»:234 Одна з причин полягає в тому, що Канада не вела базу даних про зниклих людей до 2010 року.
За даними активісток, у Канаді «тисячі випадків» зниклих та вбитих корінних жінок за останні півстоліття не були належним чином розслідувані через упередженість поліції. Як приклад наводяться 49 жінок, вбитих серійним вбивцею Робертом Піктоном, врешті ув'язненим у 2007 році; сім'ї стверджували, що Піктон міг продовжувати вбивати так довго бо поліція не сприймала зникнення серйозно, оскільки більшість жінок були проституйованими та корінними жительками.
Національний центр зниклих безвісти та невідомих решток (NCMPUR) підрозділу Канадської поліції був створений у 2010 році у відповідь на запит розслідування вбитих та зниклих безвісти корінних жінок, особливо у зв'язку з тим, що стало відомо про «Шосе сліз» — район перетину шосе навколо шосе 16 у Британській Колумбії. Для того, щоб відстежити національну картину зниклих безвісти по всій Канаді, RCMP створив підрозділ пошуку зниклих дітей, осіб та невідомих залишків (MCPIR) та розробив алгоритм збору та збору «всіх звітів про зниклих безвісти та відповідних звітів, поданих поліцією по всій Канаді» до Канадійського поліцейського інформаційного центру (CPIC). Починаючи з 2010 року щоб створити «національну структуру звітів про зниклих безвісти за провінцією, віком (дитина чи дорослий), статтю та ймовірною причиною» NC/MPUR публікує «Швидкий інформаційний бюлетень NCMPUR».
За базою даних, складеною в рамках програми докторської дисертації 2013 р., з 1946 по 2013 рік було виявлено 824 зниклих або вбитих корінних жінок. У звіті RCMP за 2014 рік зазначається, що «між 1980 і 2012 роками їх кількість зросла майже до 1200».
З 1980 по 2012 рік корінні жінки та дівчата становили 16 % усіх вбивств жінок у Канаді, в той час як вони складають лише 4 % жіночого населення Канади. У звіті статистики Канади за 2011 рік підраховано, що між 1997 і 2000 рр. рівень вбивств жінок корінного населення майже у 7 разів перевищував показник інших жінок.:43
У той час як кількість вбивств жінок, що не належать до корінних народів, зменшилася між 1980 і 2015 роками, кількість убивств корінних жінок зросла з 9 % усіх жертв вбивств у 1980 році до 24 % у 2015 році.:55 :24 З 2001 по 2015 рік рівень вбивств жінок корінного населення в Канаді був майже в 6 разів вищим, ніж рівень вбивств жінок, що не належать до корінних народів: 4,82 особи на 100 000 населення проти 0,82 особи на 100 000 населення".:22 У Нунавуті, Юконі, на Північно-західних територіях, а також у провінціях Манітоба, Альберта та Саскачеван ця диспропорція була ще вищою.:22 Згідно з дослідженням 2007 року у провінції Сасквачеван, єдиній провінції, яка систематично переглядала справи про зниклі безвісти за справами, що стосуються жінок корінних народів — було встановлено, що жінки корінного населення становили 6 % населення провінції та 60 % зниклих жінок.
У звіті CBC про розслідування «Зниклі та вбиті: нерозкриті справи корінних жінок та дівчат» було створено інтерактивну базу даних, яка включала понад 300 осіб нерозкритих справ про зниклих та вбитих корінних жінок до лютого 2016 р. CBC розслідував 34 випадки, коли сім'ї не погоджувались з рішучістю розслідування влади; він виявив «підозрілі обставини, незрозумілі синці та інші фактори, які свідчать про необхідність подальшого розслідування».

### Звіти RCMP (2014, 2015)
Наприкінці 2013 року Уповноважений RCMP розпочав дослідження зареєстрованих випадків зниклих та вбитих корінних жінок у всіх поліційних юрисдикціях Канади. Результатом став звіт, замовлений адміністрацією Стівена Гарпера, «Зниклі та вбиті жінки-тубілки: Національний оперативний огляд», опублікований 27 травня 2014 року і сягає в глибину 1951 року.:6 У звіті зазначається, що в період з 1980 по 2012 рік по всій країні було вбито або зникло безвісти 1181 тубілок. Більше того, за 33-річний період (1980—2012 рр.) було зафіксовано 1181 інцидент та 225 нерозкритих справ. Серед усіх вбивств жінок (корінних та не корінних) було розкрито 80 %. Із випадків, проаналізованих RCMP, 67 % були вбиті, 20 % — зникли безвісти, 4 % — підозріла смерть та 9 % — невідомо.:6
У 2015 році RCMP опублікував оновлений звіт, який показав, що часу звіту з 2014 року рівень вбивств та відсоток розкритих випадків (80 %) практично не змінилися. Оновлення 2015 року повідомляло:
106 нерозкритих справ про вбивства та 98 нерозкритих випадків зниклих (підозрілі чи невідомі обставини) залишаються невирішеними. Зменшення з 225 нерозкритих справ до 204 минулого року показує загальний рівень вирішення 9,3 %: 11,7 % для вбивств та 6,7 % для зниклих тубілок.:6
Дослідження RCMP здебільшого обмежувалось злочинами, вчиненими в районах, які охороняються RCMP, оскільки оновлення 2015 року не включало дані про вбивства, що досліджуються «понад 300 поліцейськими інституціями, що не належать до RCMP», які були включені в Огляд 2014 року.:3
Одне з найбільш значущих висновків FDRP, як частина остаточного звіту Національного розслідування, стосувалося звітів RCMP за 2014 та 2015 роки, в яких «виявлено [вузькі] та неповні причини вбивств жінок та дівчат корінного населення в Канаді».:234
Уряд Гарпера, включаючи Бернарда Валькурта, який працював федеральним міністром у справах корінних народів та північного розвитку з 2013 по 2015 рік, відхилив заклики провести розслідування щодо зниклих та вбитих корінних жінок, заявивши, що проведено достатньо досліджень. Було заявлено, що вирішують проблему «за допомогою широких заходів громадської безпеки та кримінального судочинства». Восени 2015 року Волкорт заявив, що «смертність та зникнення зводились до відсутності поваги у тубільців щодо прав корінних жінок і закликав керівників та ради вжити заходів». Під час приватної зустрічі керівниками 20 березня 2015 року в Калгарі Валькурт оприлюднив статистичні дані зі звіту RCMP за 2015 рік. Він обурив начальників поліції, заявивши, що «до 70 % вбитих і зниклих безвісти корінних жінок походять з їхніх власних громад», обґрунтовуючи свої тези висновками звіту RCMP за 2015 рік.:249
У відповідь на заяву Валькурта начальниця Маршалл Берніс Маршалл направила офіційний запит до РКМП 26 березня 2015 року, в якому попросила надати звіт РКМП за 2015 рік, а також доступ до даних Національного центру зниклих безвісти та невідомих решток (NCMPUR). У своїй відповіді на запит Маршалла 7 квітня 2015 року тодішній комісар RCMP Боб Полсон заявив, що, хоча звіт від 27 травня 2014 року був в мережі, RCMP не мав повноважень оприлюднювати дані NCMPUR. Він додав, що RCMP не розкриває статистичні дані про етнічну належність осіб, які вчинили злочин, згідно із Законом про доступ до інформації, щоб поважати їх «політику без упередженості», оскільки оприлюднення «етнічної приналежності [правопорушників] може потенційно стигматизувати та маргіналізувати вразливе населення». Потім Полсон підтвердив статистику, яку цитував Валькурт, сказавши:
Зведені дані майже 300 поліцейських органів, що надали внески, підтвердили, що 70 % правопорушників мали тубільне походження, 25 % були нетубільцями та 5 % були невідомої етнічної приналежності. Однак актуальною є не етнічна приналежність злочинця, а саме стосунки між жертвою та злочинцем, що спрямовує нашу увагу щодо профілактики… Жінки-тубілки були вбиті подружжям, членом сім'ї або близькими родичами в 62 % випадків; аналогічно, нетубілки були вбиті подружжям, членом сім'ї або близькими родичами у 74 % випадків. Вбивства жінок за будь-якою етнічною ознакою нерозривно пов'язані з сімейним та подружнім насильством; саме з цієї причини аналіз та запобіжні заходи РЦМД зосереджені на стосунках між жертвою та правопорушником.

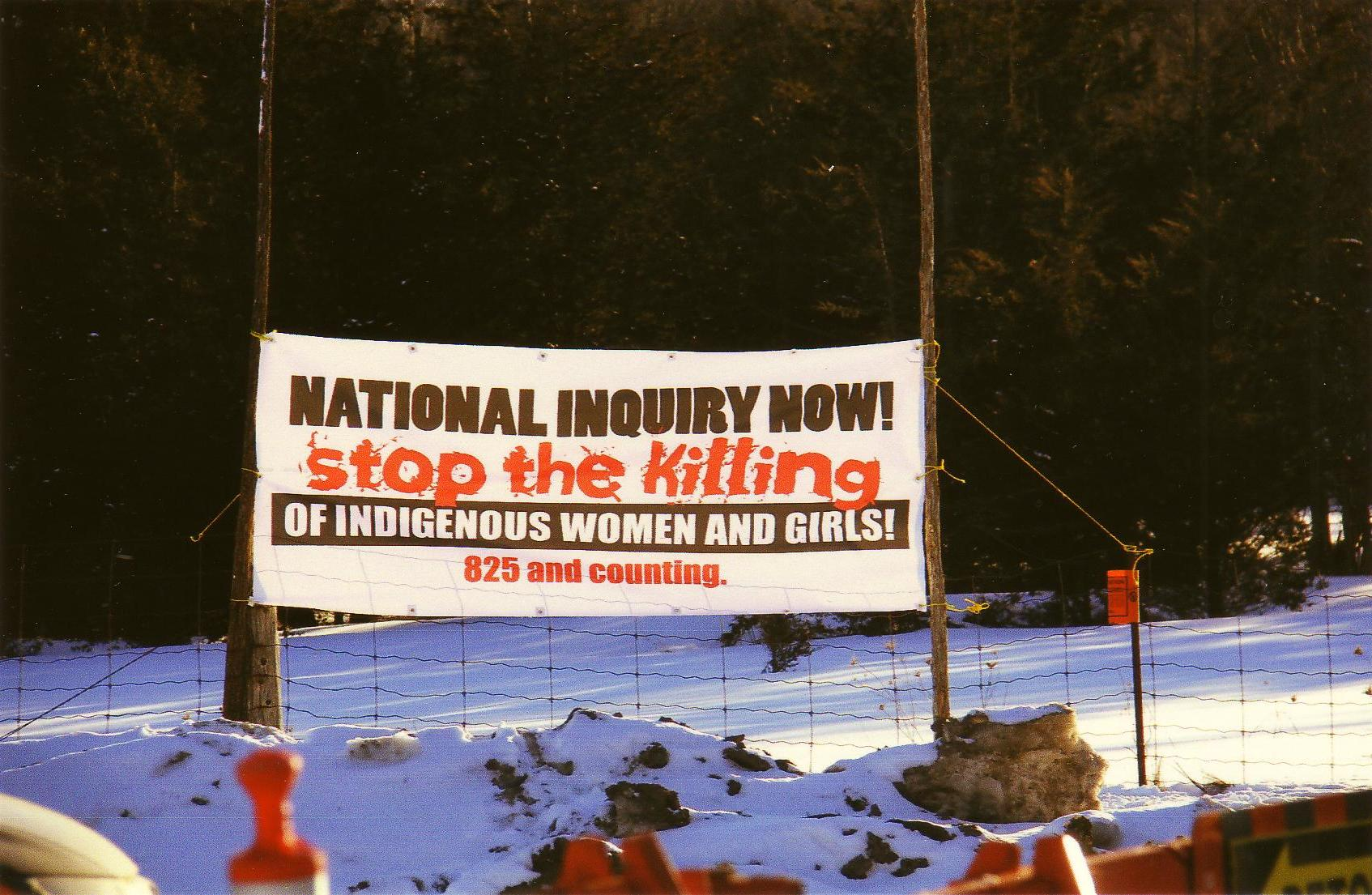
Знак акції протесту, 4 березня 2014, Тендінага Мохаук, Онтаріо

Полсон скопіював цей лист Валькурту, тодішньому прем'єр-міністру Альберти Джиму Прентису, Мішель Муді-Ітвару з Асамблеї перших націй (AFN) та Лорні Мартін з Асоціації корінних жінок Канади (NWAC).
Один з головних висновків судово-аудиторської перевірки Національного розслідування у 2016—2019 рр. групою Проєкту судового огляду документів (FDRP), заснований на аналізі поліцейських записів та звітів, сотень документів та тисяч файлів — кількість яких була викликана до суду, було те, що «часто цитована статистика, згідно з якою корінні чоловіки несуть відповідальність за 70 % вбивств корінних жінок та дівчат, фактично не підтверджена».:249 За підсумковим звітом Національного розслідування від 3 червня 2019 року, «статистика, на яку покладається Звіт РКМП за 2015 рік, є неточною та представляє оманливу картину відносин між правопорушниками та жертвами у справах про вбивства корінних жінок. Емпіричною основою позову, викладеного у Звіті за 2015 рік, є аналіз вузьких статистичних даних щодо 32 вбивств корінних жінок та дівчат під юрисдикцією RCMP у 2013 та 2014 рр». :249

### Звіт NWAC (2005)
У базі даних NWAC, яка була створена за рахунок федерального фінансування в 2005 році, повідомляється, що з 1960-х по 2010 рік було 582 зниклих та вбитих. Це було вперше, коли число було надано на основі досліджень.:12 але вони вважають, що їх набагато більше. «Гледіс Радек, співзасновниця Walk 4 Justice, заявила, що її група зібрала імена, розмовляючи з людьми під час походу по Канаді в 2008 році. Вони завершили збирати інформацію в 2011 році». Крім того, коли «CBC News зв'язалася з однією з активісток, яка надала інформацію NWAC, вона сказала, що приблизно 60 до 70 % з 4000 людей у її списку були корінними жительками».
Згідно зі статтею CBC News від лютого 2016 року, міністерка Канади, відповідальна за статус жінок, Петті Гайду, на основі звіту NWAC і спочатку зібраного в рамках ініціативи «Правосуддя Walk 4» 2008 року заявила, що кількість жінок і дівчат корінного населення, які зникли безвісти або були вбиті в Канаді з 1970-х років, є невизначеною і може становити до 4000 осіб. За звітом RCMP, це приблизно 1000 осіб. CBC News також повідомляв, що «активістки, що працюють в рамках ініціативи Правосуддя Walk 4, почали збирати імена корінних жінок, які зникли безвісти або вбили — вони перестали рахувати, коли дійшли до 4232». Гайду заявила, що в історичному плані правоохоронні органи не повідомляли про випадки вбивств або зниклих безвісти корінних жінок.

### Шосе сліз
Термін «шосе сліз» охоплює 700-кілометровий відрізок 16 шосе від Принс-Джорджа до Принц-Руперта (Британська Колумбія), який з 1969 року був місцем вбивства та зникнення багатьох жінок корінних народів.
У відповідь на кризу «Шосе сліз» RCMP у ВС запустив проєкт E-Pana у 2005 році. Він ініціював розслідування 9 вбитих жінок, створивши оперативну групу в 2006 році. У 2007 році він додав ще 9 справ, до яких належать випадки як вбитих, так і зниклих безвісти жінок на шосе 16, 97 та 5. До складу оперативної групи входить понад 50 слідчих і справи з 1969 по 2006 рік.
Урядові організації та організації корінних народів мають різні оцінки кількості жертв вздовж шосе. Поліція виявила 18 вбивств і зникнень, з них 13 підліток, а інші організації називають ближче до 40. Причиною розбіжності є те, що для того, щоб зникнення чи вбивство були включені до статистики проєкту, RCMP вимагає, щоб злочин стався в межах милі від шосе 16, 97 або 5; їхній підрахунок відкидає всі випадки, що мають місце в інших місцях маршруту.
Багато людей, які не мають автомобілів, цією ділянкою шосе їдуть автостопом. Вбивства «Шосе сліз» призвели до ініціатив уряду Британської Колумбії, щоб відмовити жінок від автостопу, таких як білборди вздовж шосе, що попереджають жінок про потенційні ризики. Створено численні документальні фільми про цю магістраль. Канадійські ЗМІ часто посилаються на шосе, висвітлюючи зниклих і вбитих корінних жінок, дівчат та дводушних осіб у Канаді.

## Канадійське національне розслідування MMIWG
Після федеральних виборів у 2015 році в Канаді ліберальний уряд під керівництвом прем'єр-міністра Джастіна Трюдо підтримав обіцянку передвиборчої кампанії та оголосив про ініціювання національного громадського розслідування 8 грудня 2015 р.
З грудня 2015 по лютий 2016 уряд проводив попередні зустрічі з різними людьми, включаючи сім'ї, працівників різних служб, провінцій та корінних організацій, щоб визначити, як структурувати розслідування. Згідно з передумовами розслідування від 22 квітня 2016 року, між 1980 і 2012 роками корінні жінки та дівчата становили 16 % усіх вбивств жінок у Канаді, тоді як вони становили лише 4 % жіночого населення Канади.
Мандат та прогнозований термін розслідування були опубліковані 3 серпня 2016 року. На додаток до орієнтовних витрат на розслідування в розмірі 53,8 млн канадських доларів, протягом 4 років уряд додав 16,17 млн доларів на створення підрозділів зв'язку з питань сімейної інформації в кожній провінції та території.
Національне розслідування зниклих та вбитих корінних жінок та дівчат було офіційно розпочато 1 вересня 2016 р. Розслідування було визнано незалежним від уряду Канади, і 5 уповноважених призначені для нагляду за процесом незалежного розслідування: Маріон Буллер (головна комісарка), Мішель Одетт, Каджак Робінсон, Мерилін Пойтрас та Брайан Ейольфсон.
Проміжний звіт очікувався від розслідування в листопаді 2017 року. Початковою датою завершення розслідування було визначено 31 грудня 2018 року; однак у травні 2017 року головна уповноважена з розслідування заявила, що воно може вимагати продовження у федерального уряду.
У лютому 2017 року було сформовано Національний сімейний дорадчий гурток, до складу якого входили члени сімей зниклих та вбитих корінних жінок та дівчат з усієї Канади.

### Збір даних
Заяви для розслідування збиралися з усієї Канади з травня 2017 року по грудень 2018 року.
Після попередніх формальних громадських слухань у квітні 2017 року почали надходити скарги спостерігачів щодо способу розслідування, його складу і адміністрації, а також передбачуваної відсутності прозорості.
Громадські слухання були першою частиною «процесу збору правди», який проходив з 31 травня 2017 року по 8 квітня 2018 року в 15 місцях по всій Канаді. Докази були взяті у 50 свідків під час перших слухань протягом 3 днів у травні 2017 року в Уайтхорсі, Юкон.
У липні 2017 року Асамблея Перших Націй попросила федеральний уряд відновити розслідування, переглянути його мандат і продовжити графік, щоб дозволити більше збирати дані.
Протягом 2017 року ряд ключових співробітниць залишали проєкт. Наприклад, виконавча директорка Мішель Моро заявила в червні, що покине посаду наприкінці липня. Мерилін Пойтрас також подала у відставку з посади уповноваженої в липні, заявивши у листі до прем'єр-міністра:
Мені ясно, що я не можу виконувати свої обов'язки уповноваженої в рамках процесу, розробленого в його поточній структурі… Я вважаю, що ця можливість залучити спільноту до місця та лікування жінок корінних народів надзвичайно важлива і необхідна. Настав час Канаді зіткнутися з цими відносинами та відновити їх.
8 серпня 2017 року Ванік Горн-Міллер, директорка з питань відносин з громадою, пішла з посади, а 8 жовтня того ж року CBC News повідомило, що головна юристка і директорка з розслідування також подали у відставку.
1 листопада 2017 року запит опублікував проміжний звіт під назвою «Наші жінки та дівчата священні». 5 червня 2018 року федеральний уряд оголосив про продовження Національного розслідування на шість місяців. У жовтні 2018 року Розслідування оголосило останню дату своїх публічних слухань, після чого уповноважені повинні написати остаточний звіт та подати рекомендації уряду Канади до 30 квітня 2019 року.
| Частина | Період                                   | Фокус |
| ------- | ---------------------------------------- | --- |
| 1       | 31 травня 2017 року — 8 квітня 2018 року | Слухання громади |
| 2а      | Серпень 2017 року                        | Слухач знань та експертів (закон корінних народів)                                                                     |
| 2б      | Травень — червень 2018 року              | Слухання зберігачів знань та експертів (права людини; расизм),                                                         |
| 3       | Травень — червень 2018 року              | Інституційні слухання (державні служби; поліцейська політика та практика)                                              |
| 4       | Вересень — жовтень 2018 року             | Слухання (колоніальне насильство; система кримінального судочинства, добробут сім'ї та дітей; сексуальна експлуатація) |

### Підсумковий звіт (3 червня 2019)
Остаточний звіт «Відновлення влади та місця: Остаточний звіт національного розслідування зниклих та вбитих корінних жінок та дівчат», що складається з томів 1a та 1b, був опублікований 3 червня 2019 року. У томі 1а головна уповноважена з розслідування Маріон Буллер заявила, що високий рівень насильства проти жінок та дівчат FNIM, «викликаний діями та бездіяльністю держави, корінням яких сягає колоніалізму та колоніальної ідеології».
Готуючись до остаточного звіту та для виконання свого мандату, Комісія провела численні збори та 24 слухання по всій Канаді, зібрала заяви від 750 осіб, провела інституційні візити у 8 виправних установах, провела чотири керовані діалоги та провела 8 перевірочних зустрічей.:4 У 15 громадських слуханнях було 468 членів родини та жертв насильства, і загалом у них взяли участь 2380 людей. Було проведено 147 приватних сеансів, де понад «270 членів сім'ї та ті, хто вижив, поділились своїми історіями». Було опитано 819 осіб, творчі художні вислови яких «стали частиною архіву спадщини Національного розслідування». Дослідження також вказує, що «84 свідки-експерти, старійшини та зберігачі знань, працівники служб та чиновники дали показання в рамках дев'яти слухань в установах та експертах та зберігачів знань».:49

#### Проєкт судового огляду документів (FDRP)
Сім'ї, які давали свідчення Національному розслідуванню, висловлювали величезне занепокоєння, вважаючи, що розслідування в поліції було «помилковим» і що поліцейські служби «не виконали свого обов'язку належним чином розслідувати злочини, вчинені проти них або їхніх близьких». У відповідь на це було створено Проєкт судово-медичної експертизи документів (FDRP) для «перегляду поліції та інших пов'язаних з ними інституційних справ».:233 Було створено дві команди FDRP, одна для Квебеку, а інша для решти Канади. Друга команда повістила в суд 28 працівників поліції, видала 30 повісток, розглянула 35 звітів та отримала та проаналізувала 174 файли, що складаються з 136 834 документів, що представляють 593 921 сторінку.:233
Найважливішими висновками, визначеними FDRP, були:
1. Не існує «достовірної оцінки кількості зниклих і вбитих корінних жінок, дівчат та 2SLGBTQQIA в Канаді».
2. Звіти RCMP за 2014 та 2015 роки щодо MMIWG «виявили [вузькі] та неповні причини вбивств жінок та дівчат корінного населення в Канаді».
3. «Часто цитована статистика, згідно з якою корінні чоловіки несуть відповідальність за 70 % вбивств корінних жінок та дівчат, фактично не обґрунтована».[75]
4. «Практично не було знайдено інформації ні про кількість, ні про причини зниклих і вбитих жінок і дівчат-метисок та інуїтів та корінних 2SLGBTQQIA осіб».
5. «Громади корінних народів, особливо у віддалених районах, мають недостатньо пріоритетів і не мають достатніх ресурсів».
6. «Поліцейські служби не мають достатнього зв'язку з сім'ями та громадами корінних народів, а громади корінних народів — недовіряють поліції».
7. «Продовжує бракувати комунікації та координації між поліцією та іншими сервісними органами».
8. «Смерть та зникнення жінок корінного населення, дівчат та дводушних осіб відзначаються байдужістю. Зокрема, упередження, стереотипи та неточні переконання та ставлення до корінних жінок, дівчат та дводушних осіб негативно впливають на розслідування поліції, і тому смерть та зникнення розслідуються та розглядаються інакше, ніж інші випадки».:234

#### Заклики до справедливості щодо дітей та молоді

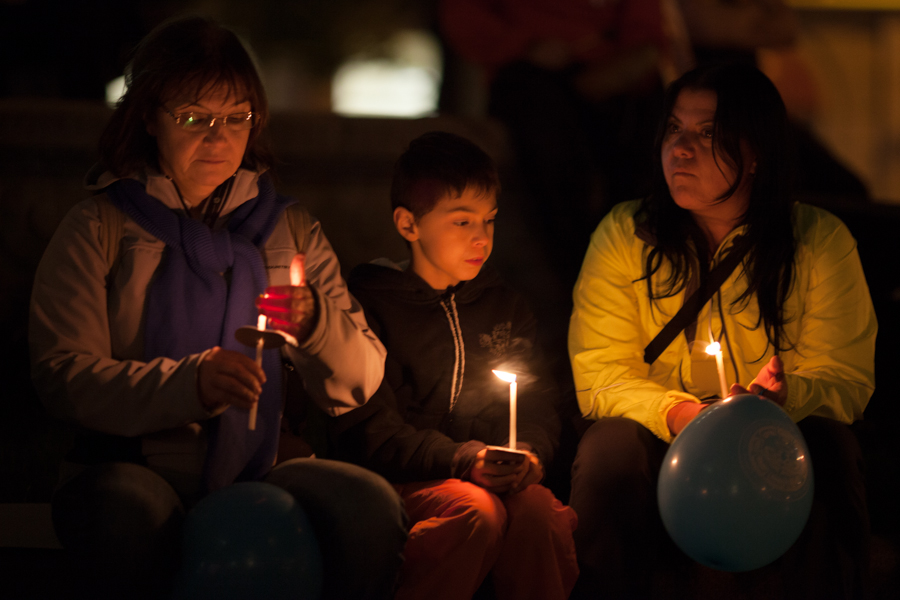
Учасники заходу MMIW, 2013 рік

Ряд «Закликів до справедливості» стосується питань, що стосуються саме дітей та молоді. Розділ 2 («Заклики до справедливості для всіх урядів: Культура») закликає уряди:
- Визнати права корінних народів з точки зору їх культури як невід'ємне право
- Визнати мови корінних народів офіційними мовами
- Надати кошти на підтримку відновлення культур корінних народів
- Створити освітні можливості, що включають мову корінних народів
- Виховувати широку громадськість та представників соціальних служб про антирасизм та антисексизм та реалізовувати соціальні рухи на основі протистояння стереотипам
- Підтримати збільшення представництва корінних народів у засобах масової інформації

У розділах 12.5 — 12.10 «Заклику до соціальної роботи» та тих, хто причетний до допомоги дітям, теми фінансової підтримки, соціальних служб, доступу до їх культури та адвокатської діяльності вводяться як одні з найбільш важливих закликів до дій.
- Забезпечувати фінансову підтримку ресурсів та спеціалізованої допомоги, що надається урядом членам родин або громади зниклих дітей та вбитих корінних жінок
- Служби допомоги дітям забезпечать, щоб член сім'ї або близький друг піклувався про дітей корінного населення. Тоді нові опікуни отримують фінансову підтримку, рівну сумі прийомної сім'ї.
- Усі рівні влади повинні забезпечити, щоб діти корінних народів мали доступ до культурних та мовних програм, які відповідають їх культурі
- Провінційні та територіальні уряди закликали припинити культурно-цільову практику вилучення корінних дітей у матерів/сімей державою за допомогою сповіщень про народження та введення їх у систему соціального забезпечення через євроцентричні цінності
- Підсумковий звіт зазначає, що протягом одного року питання захисту та підзвітності повинні бути спрямовані на дітей та молодь корінного населення. Рекомендуйте кожній юрисдикції призначити адвоката для дітей та молоді
- Негайне прийняття Канадського трибуналу з прав людини 2017 CHRT 14 для реалізації Принципу Йорданії федеральними, провінційними та територіальними урядами щодо всіх дітей перших націй, метисів та інуїтів.

#### Заклик до всіх канадійців
Розділ 15 закликає до участі всіх канадійців. У межах 8 підрозділів він встановлює, що це дії, які здійснюються громадянами, а не державою. Сюди входять такі місця, як будинок, робоче місце та клас. Деякі дії, перелічені в розділі 15, які можуть здійснювати канадійці, включають:
- Виступи проти насильства проти корінних жінок, дівчат та дводушних осіб
- Визнання та святкування історії, культури, гордості та різноманіття корінних народів
- Читання та розуміння остаточного звіту та визнання землі, на якій жили
- Дозволяючи корінним дівчатам та жінкам генерувати свої індивідуальні рішення.

#### Канадійський геноцид корінних народів
Згідно статті CBC News у травні 2019 року, національні уповноважені в розслідуванні публічно заявляли, що криза MMIWG є «геноцидом Канади». Більш того, головна комісарка, Маріон Буллер, сказала, що триває «свідомий, расовий, ідентичний та гендерний геноцид».
У звіті про розслідування MMIWG цитується робота Рафаеля Лемкіна (1900—1959), який ввів термін геноцид. Лемкін пояснив, що геноцид не означає виключно «негайне знищення нації», а є «узгодженим планом різних дій, спрямованих на руйнування основних основ життя національних груп, з метою знищення самих груп».:50–1 Згідно зі статтею Global News, Закон Канади про злочини проти людства та військові злочини 2000 року «пропонує більш широке визначення, говорячи, що геноцид може охоплювати не лише акти вчинення, а й» бездіяльність".
Додатковий звіт про «канадійський геноцид корінних народів відповідно до юридичного визначення» геноциду через його серйозність був оголошений Національним розслідуванням.
3 червня 2019 року Луїс Альмагро, генеральний секретар Організації американських держав, попросив міністра закордонних справ Христю Фріланд підтримати створення незалежного розслідування щодо звинувачення MMIWG щодо канадійського «геноциду», оскільки Канада раніше підтримувала "розслідування звірств в інших країнах, таких як Нікарагуа в 2018 році. 4 червня у Ванкувері прем'єр-міністр Джастін Трюдо заявив, що «сьогодні вранці національне розслідування офіційно представило їх остаточний звіт, в якому вони виявили, що трагічне насильство, яке зазнали жінки та дівчата корінного населення, є геноцидом».
9 червня лідер Консервативної партії Ендрю Шир заперечив вживання слова геноцид, сказавши: «Я вважаю, що трагедія, яка сталася з цією вразливою частиною нашого суспільства, є власною справою. Я не вірю, що це підпадає під категорію, до визначення геноциду».

## Статистика США

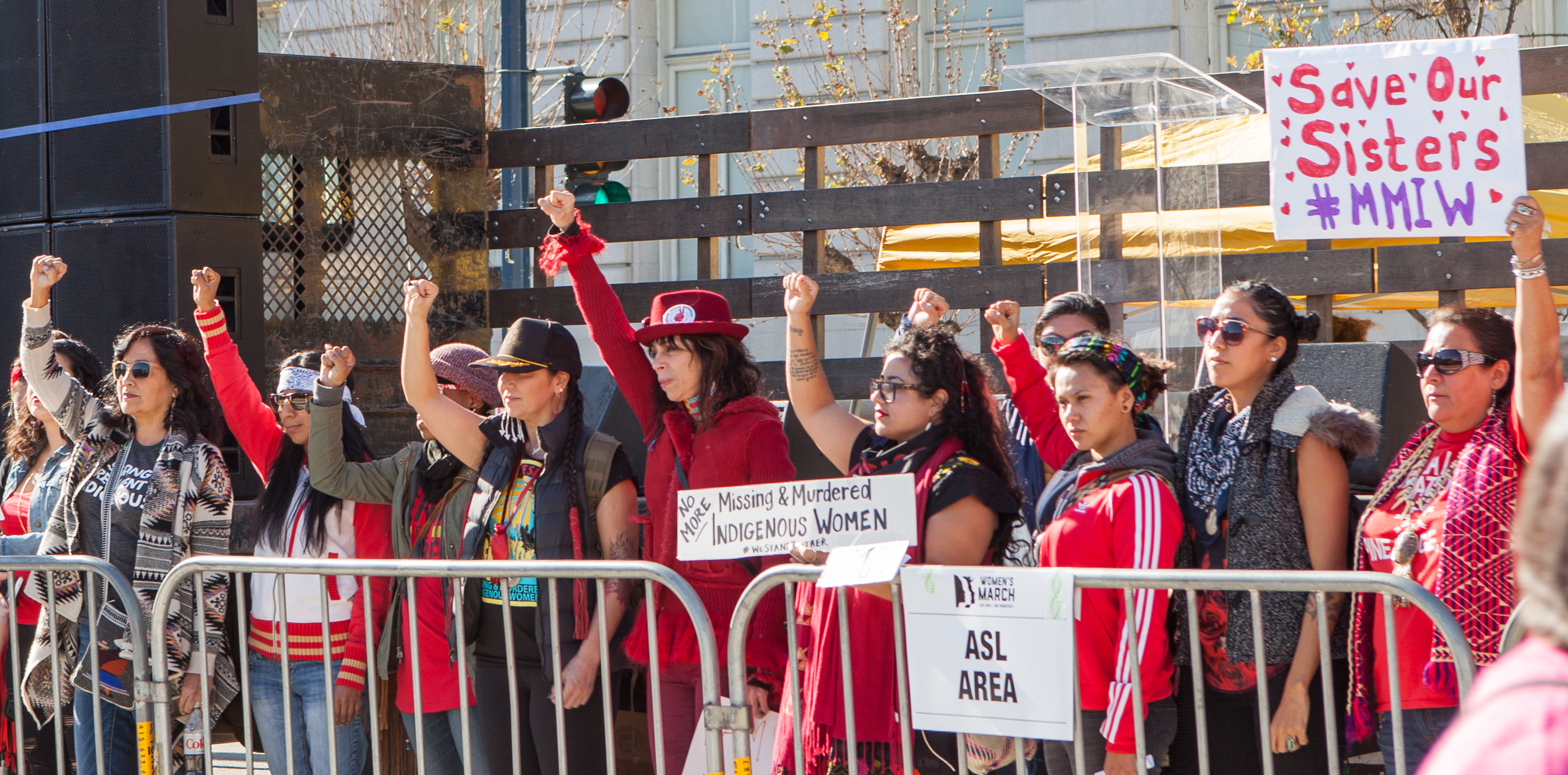
Активістки щодо зниклих та вбитих корінних жінок на Жіночому марші 2018 року у Сан-Франциско

Подібно до ситуації в Канаді, важко зібрати конкретні дані про зниклих та вбитих корінних жінок (MMIW). Цій складності сприяє той факт, що багато разів, коли жінки та дівчата корінних народів зникають, або коли жертви вбивств корінних народів невстановлені, місцеві правоохоронні органи не збирали та не зберігали точно криміналістичні докази. Справам дозволяли швидко «охолодитися», а найважливіші докази були «загублені» або ніколи не передавалися від місцевих правоохоронних органів до відповідних органів.
У період з 1992 по 1996 рр., хоч жінки корінного населення зазнавали подібних або більше випадків нападу та злочинності, про них рідше повідомляли.
Оскільки про випадки не повідомляється, це дозволило неточно відображати насильство та вбивства у статистиці даних щодо корінних жінок та дозволило злочинцям залишатися безкарними. Кілька груп намагалися представити точнішу статистику або виявити відсутність діловодства з боку правоохоронних органів, таких як Бюро статистики юстиції.
З 2010 по 2018 рік у міських громадах США, де трапляється найбільше інцидентів, спостерігали за 71 громадою та збирали дані. У цих 71 містах зареєстровано 506 випадків. З 506 випадків про зникнення згадано 128 або 25 %, вбито 280 або 56 %, а 98 або 19 % досі невідомі.
Непропорційний рівень нападу на корінних жінок зумовлений різними причинами, включаючи, але не обмежуючись, історичною правовою неспроможністю племен самостійно переслідувати за застереженням. Федеральний закон про насильство проти жінок був повторно затверджений у 2013 році, який вперше надав племенам юрисдикцію розслідувати та переслідувати кримінальні злочини у справах домашнього насильства за участю корінних американців та некорінних правопорушників у резерваціях, оскільки 26 % корінних живуть у резерваціях. У 2019 році Палата представників США прийняла Закон 1585 (Закон про насильство проти жінок від 2019 року) голосуванням 263—158, що значно збільшує права обвинувачення племен. Однак у Сенаті його прогрес зупинився.

## Ініціативи США
Активізм та запропоноване законодавство звернули увагу на проблему MMIW до деяких законодавців. У 2018 та 2019 рр. багато штатів США, включаючи Вашингтон, Міннесоту, Аризону та Вісконсін, почали вживати заходів щодо прийняття законодавства для підвищення обізнаності та кроків у напрямку створення баз даних для відображення точної статистики.
В даний час федеральні закони щодо насильницьких злочинів створюють труднощі у роботі з немісцевими злочинцями на рідних землях.
Згідно з рішенням Верховного суду у справі Оліфант проти Індіанського племені Суквоміші (1978), племінні суди не мають юрисдикційних повноважень щодо неамериканських індіанців та корінних жителів Аляски, і тому не можуть переслідувати або карати їх за злочини за застереженнями. Крім того, Закон про громадянські права індіанців 1968 року обмежує максимальне покарання за будь-який злочин штрафом у 5000 доларів та тюрмою до одного року. Усі жорстокі злочини, вчинені на землях племен, можуть бути переслідувані федеральним урядом через ФБР через відносини федерального уряду з суверенними племінними державами. За межами Аляски, Каліфорнії, Міннесоти, Вісконсіна, Орегона та Небраски (штати, де застосовується публічне право 280), органи штату та округу не мають кримінальної юрисдикції щодо застережень. Бахман вважає, що цей розподіл влади створює проблеми, оскільки правоохоронні органи змагаються за юрисдикційні повноваження, засновані на характері злочину. Це знижує загальну ефективність правоохоронних органів та забезпечує достатній імунітет негромадянам племен (як правило, представникам панівної культури), щоб такі злочини стали звичним явищем. Як зазначалося у фільмі, ФБР не веде даних про зниклих корінних жінок.

### Національний день обізнаності про зниклих та вбитих корінних жінок та дівчат
5 травня 2018 року США оголосили національним днем підвищення обізнаності, щоб викликати стурбованість кризою та перефокусувати увагу на питаннях, що стосуються жінок корінних народів. Він сподівається покращити відносини між федеральним та племінним урядами.

### Законодавство США

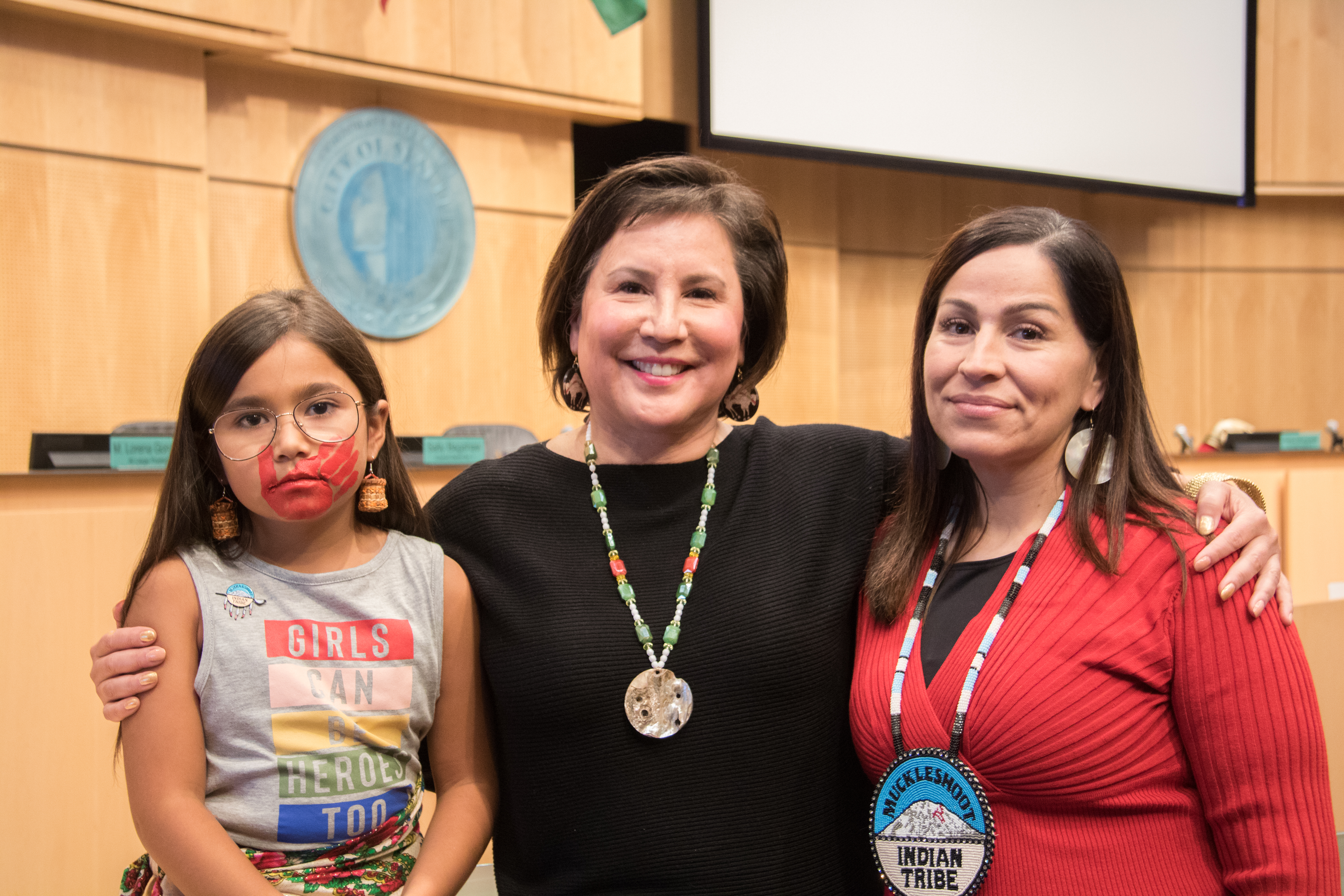
Членкиня міськради Хуарес, яка підтримує MMIWG, Сіетл, штат Вашингтон, 2019

Законопроєкт Палати представників 1585: 7 березня 2019 року Конгрес представив Палаті представників законопроєкт, який повинен був повторно затвердити Закон про насильство проти жінок 1994 року та інші конкретні причини.
Законопроєкт про палату представників штату Аризона 2570: 11 березня 2019 року Законодавчий орган штату Аризона прийняв законопроєкт про засідання Палати представників штату Аризона 2570 «Про створення Комітету з вивчення зниклих та вбитих корінних жінок та дівчат». У разі затвердження в сенаті законопроєкт буде прагнути «створити дослідний комітет для проведення всебічного дослідження, щоб визначити, як штат Аризона може зменшити та припинити насильство проти корінних жінок та дівчат». Дослідницький комітет повинен встановити методи відстеження та збору даних, перегляду політики та процедур, перегляду прокурорських тенденцій, збору даних про насильство, виявлення бар'єрів у наданні більшої кількості державних ресурсів, пропозиції заходів, а також запропонувати законодавство для вирішення виявлених проблем.
Закон Савани: Законопроєкт спочатку був внесений до Конгресу в жовтні 2017 року колишньою сенаторкою Гайді Гайткемп, але пізніше знову внесений в січні 2019 року сенаторкою Лізою Меркавські. Метою Закону Савани є посилення співпраці та координації між «федеральними, державними, племінними та місцевими правоохоронними органами», оскільки це стало однією з основних перешкод для створення точної бази даних. Цей законопроєкт також передбачає навчання генеральних прокурорів для племінних відомств, а також покращить доступ до баз даних (включаючи Національну систему зниклих та невідомих осіб). Крім того, буде збільшено збір даних, щоб статистика більш точно відображала зниклих та вбитих жінок корінного населення. Цей законопроєкт був прочитаний двічі в Конгресі та переданий до Комітету з питань індіанців, де він зараз перебуває.
Законопроєкт 548 про Асамблею штату Вісконсин: 14 жовтня 2019 року законопроєкт про збори 548 був внесений до Асамблеї штату Вісконсин. Цей законопроєкт створить робочу групу з питань зниклих та вбитих жінок та дівчат із племен. Проєкт отримав громадські слухання 3 березня 2020 року, але не отримав голосування та не був прийнятий в закон. Оскільки законодавчий орган не прийняв законопроєкт про створення цієї робочої групи, генеральний прокурор штату Вісконсин Джош Каул у четвер, 2 липня 2020 р., оголосив про створення робочої групи з питань зниклих та вбитих корінних жінок та дівчат у штаті Вісконсин в рамках Міністерства юстиції штату Вісконсин. Згідно резолюції 1 Сенату 1 квітня 2020 року рішення прийняти вдалося.

### Президентська робоча група
Виконавчий наказ 13898, підписаний президентом Трампом, сформував Цільову групу з питань зниклих та вбитих американських індіанок та корінних жительок Аляски, відому як операція «Леді Юстиція», з метою вирішення проблем цих громад у США.
Вперше цільова група була уповноважена в листопаді 2019 року і має на меті покращити реакцію кримінального правосуддя до американських індіанок та вихідок з Аляски, які зазнають насильства. Операцією «Леді Юстиція» співкерують Тара Свіні (призначена на посаду міністерки внутрішніх справ) і Кетрін Салліван (призначена на посаду генеральної прокурорки). Додатковими членами є Террі Уейд, Лора Роджерс, Чарльз Аддінгтон, Трент Шорз та Жан Ховланд. Виконавча директорка Марсія Гуд допомагала оперативній групі операції «Леді Юстиція». Ціль оперативної групи «Леді Юстиція» має конкретні цілі місії, і вона повинна була подати письмовий звіт Президенту до 26 листопада 2020 року, щоб включити досягнення та рекомендовані майбутні заходи.

## Активізм щодо кризи
Активістки корінних народів протягом десятиліть організовують акції протесту та чування, пов'язані з зниклими та вбитими корінними жінками, дівчатами та дводушними людьми. Асоціація корінних жінок Канади була однією з багатьох організацій, яка створила базу даних зниклих та вбитих корінних жінок. Громадські активістські групи «Сім'ї сестер у дусі» та «Більше мовчання» також збирають імена зниклих та вбитих корінних жінок з 2005 року У 2015 році Комісія з прав людини та примирення Канади закликала до дії також закликати федеральний уряд розпочати публічне розслідування з питань MMIW. Прем'єр-міністр Джастін Трюдо оголосив про розслідування у грудні 2015 року.

### Марш пам'яті жінок

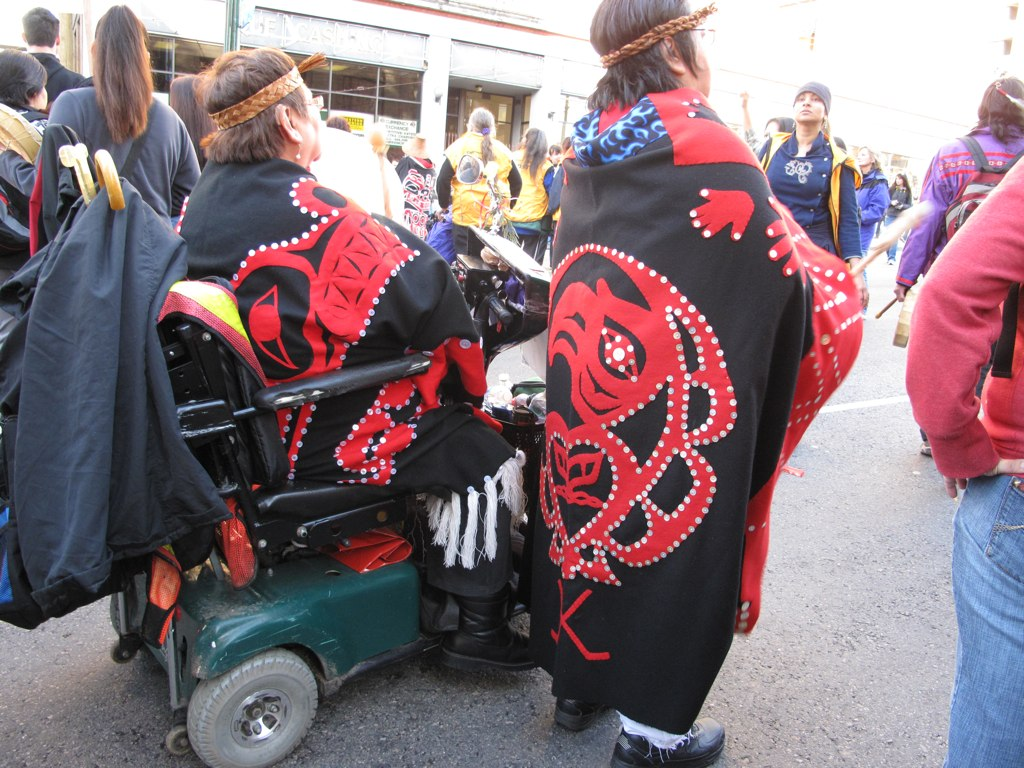
Марш пам'яті жінок у Ванкувері

Перший жіночий марш пам'яті відбувся 14 лютого, у День закоханих, 1991 року, у центрі міста Істсайд, штат Ванкувер, районі, який відзначився численними зниклими або вбитими корінними жінками. Марш став відповіддю на вбивство жінки-індіанки. Щорічні марші мали на меті вшанувати пам'ять корінних жінок, яких було вбито або зникло безвісти, з метою створення підтримки для національного розслідування та програми реагування.
У 2016 році уряд оголосив про проведення такого розслідування. Під час щорічного маршу у Ванкувері комітет та громадськість зупиняються на місцях, де жінок востаннє бачили або, як відомо, вбивали, тримаючи хвилину мовчання на знак поваги. Комітет звернув увагу на це питання на місцевому, національному та міжнародному рівнях. Комітет складається з членів сім'ї, працівників служб, близьких друзів та близьких людей, які зазнали втрат корінних жінок за останні десятиліття.
Ця подія розширилася. Станом на 2017 рік вона проводилася щорічно на День закоханих у понад 22 громадах по всій Північній Америці. Марш має намір зруйнувати бар'єри серед населення та підвищити обізнаність про расові стереотипи та ненависть, які сприяють високому рівню зниклих і вбитих жінок корінного населення в Канаді.

### Сестри в духовних чуваннях
У 2002 році Асоціація корінних жінок Канади, Міжнародна амністія Канади, KAIROS, Товариство Елізабет Фрай та Англіканська церква Канади створили Національну коаліцію за наших вкрадених сестер, ініціативу, спрямовану на підвищення обізнаності про MMIW у Канаді. У 2005 році жінки корінних народів заснували «Сестри у дусі» — науково-дослідну, освітню та політичну програму, що проводиться жінками корінних народів, з акцентом на підвищення обізнаності щодо насильства проти жінок, корінних дівчат та дводушних осіб. Сестри в дусі зібрали подробиці майже 600 випадків зниклих та вбитих корінних канадійок, включаючи деякі історичні випадки, які не були прийняті поліцією, та випадки, коли поліція закрила справу про смерть жінки, незважаючи на затримані запитання членів сім'ї. Це була перша база даних такого роду в Канаді з точки зору її деталізації та обсягу, однак федеральний уряд припинив фінансування програми в 2010 році. Критики говорять, що це мало на меті змусити замовкнути Асоціацію корінних жінок Канади, групу, яка стоїть за базою даних. Однак пікети сестер продовжують проводитись по всій Канаді щороку 4 жовтня.
Бріджит Толлі заснувала чування «Сестри в дусі» в 2005 році на честь життя зниклих та вбитих корінних жінок, дівчат та дводушних. Цей щорічний захід організовується у партнерстві з NWAC. У 2006 році по всій країні було проведено 11 пікетувань, а в 2014 році — 216. Щорічне пікетування у Форті Сент-Джон, Британська Колумбія, проводиться з 2008 року, вшановуючи зниклих та вбитих корінних жінок та дівчат на північному сході Британської Колумбії. Сестри в дусі продовжують проводити щорічне національне пікетування на Парламентському пагорбі в Оттаві, Онтаріо, Канада.

### Сім'ї сестер у дусі
У 2011 році у відповідь на скорочення фінансування «Sisters in Spirit». Бріджит Толлі заснувала «Сім'ї сестер у дусі» (FSIS) — це групу жінок корінних народів, яка прагне шукати справедливості для зниклих корінних жінок, дівчат та дводушних осіб шляхом обізнаності та адвокації. FSIS відрізняється від Sisters in Spirit тим, що є повністю автономним, добровільним і не приймає державного фінансування. Толлі — алгонкінка Кітіган Зібі Анішинабег. Її активність розпочалася після того, як її мати, Гледіс Толлі, вбив поліцейський Квебеку на двосторонньому шосе першої нації Кітіган Зібі-Анішинабег 5 жовтня 2001 р. Поліцейське розслідування її смерті не виявило протиправних дій і вважало справу випадковою. Однак Толлі стверджує, що поліція не повідомила її сім'ю про те, що справа її матері закрита, і що поліція Монреаля була залучена, навіть незважаючи на те, що місцевий поліцейський відділ Кітіган Зібі мав юрисдикцію над місцем події і повинен був бути викликаний для його забезпечення. З тих пір Бріджит Толлі проводила агітацію за справедливість щодо своєї матері, вимагаючи відновлення справи та її незалежного розслідування у провінції Квебек. Вона залишається відданою активісткою соціальної справедливості щодо насильства в поліції, освіти, житла та добробуту дітей.

### Перетніть Червону
У 2014 році тіло 15-річної Тіни Фонтейн було виявлено у Червоній річці в Манітобі, загорнуте в поліетиленовий пакет і обтяжене камінням. З тих пір волонтерські команди збираються на човнах, щоб обшукувати водні шляхи Вінніпегу та знаходити рештки інших зниклих і вбитих людей в надії знайти справедливість чи, принаймні, повідомити про їхню долю сім'ї та друзів. Приховування жертв у воді — загальна тактика зловмисників, оскільки вода часто змиває криміналістичні докази, необхідні для винесення обвинувального вироку.

## Мистецький резонанс

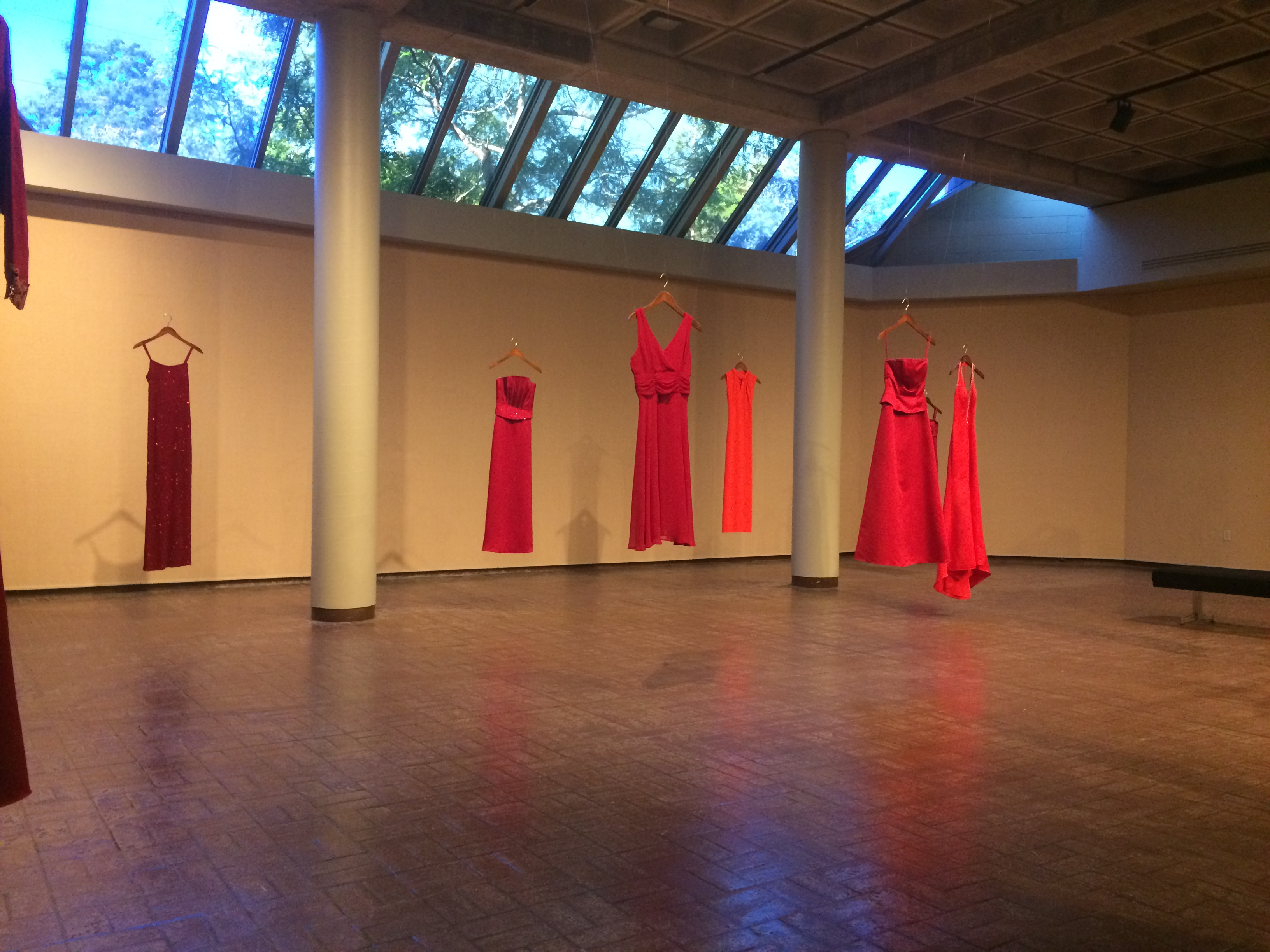
Проєкт REDress Ванкувер, Британська Колумбія

### Проєкт REDress
Проєкт REDress (червона сукня) — публічна арт інсталяція, присвячена пам'яті зниклих та вбитих тубілок. Він складається з червоних суконь, що висять або покладені рівно в громадських приміщеннях, кожна порожня сукня символізує одну із зниклих чи вбитих. Канадійка Гайме Блек (метиска) розпочала проєкт у 2000 році. Вона сказала CTV News, що «її подруга, яка також є тубілкою, пояснила, що червоний — єдиний колір духів, який можна побачити».
Проєкт REDress демонструвався в університетських містечках університетів Вінніпега, Саскачевану, Камлупса, Альберти, Торонто, Університету Західного Онтаріо та Університету Квінс, а також законодавчого органу Манітоби та Канадійського музею прав людини.

### Прогулянка з нашими сестрами

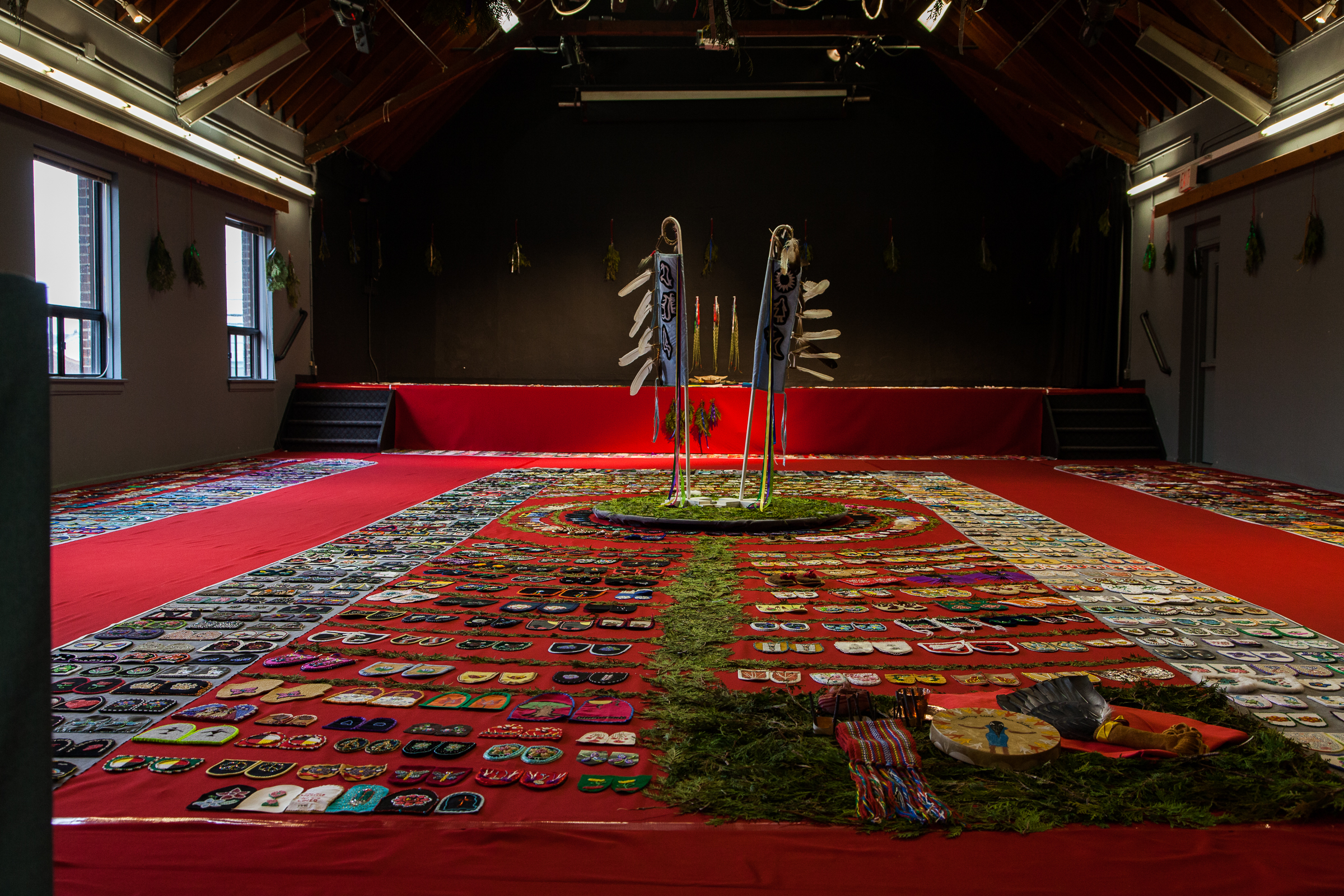
Прогулянка з нашими сестрами в аудиторії Shingwauk, Університет Альгоми, 2014

Прогулянка з нашими сестрами — волонтерська мистецька інсталяція колекції мокасинових вампів на базі громади, яка вшановує пам'ять вбитих або зниклих без вісти жінок та дітей з корінних громад. Проєктом керується громада — від створення твору до сприяння виставці на різних сайтах. Суть проєкту полягає у підвищенні обізнаності з питання та створенні простору для обговорень спільнот на цій основі у діалозі.
Вамп — особливий пласт шкіри для верхнього шару мокасину, як правило, прикрашений вишивкою бісером або перлами в традиційних візерунках культури тубілок. В інсталяції присутньо понад 1763 пари дорослих вампів та 108 пар дитячих. Кожна пара виготовляється на замовлення для кожної зниклої особи. Вампи з незавершених мокасинів символізують незакінчене життя зниклих або вбитих жінок.
Проєкт розпочався у 2012 році із закликом до дії у Facebook. Людей просили спроєктувати та створити мокасинові вершини для своїх зниклих і вбитих близьких. До липня 2013 року керівниці проєкту отримали 1600 вампів, що понад втричі перевищило їхню початкову мету — 600. Чоловіки, жінки та діти різного походження відреагували на заклик та стали активними учасниками проєкту.
Інсталяція вампів створюється шляхом їх розміщення на підлозі громадського простору особливим священним чином. Проєкт їздить по обраних галереях та художніх виставкових залах. Відвідувачів просять зняти взуття і шанобливо пройти в галереї поруч з вампами, щоб люди, яких вони символізують, не були забуті. Так висловлюється солідарність із зниклими або вбитими жінками. Виставка зарезервована до 2019 року в 25 місцях по всій Північній Америці.

### Проєкт «Безликі ляльки»
Започаткований Асоціацією корінних жінок Канади в 2012 році, проєкт заохочує людей робити ляльки, що мають символізувати зниклих, вбитих та постраждалих від насильства жінок. Ляльки задумані як «процес реконструкції особистості» для жінок, які втрачають індивідуальність внаслідок злочинів. Перші ляльки були зроблені на згадку про 582 жінок, задокументованих Асоціацією. Ляльки є художнім нагадуванням про життя та особистість постраждалих жінок та дівчат. NWAC представив цей мистецький проєкт в університетах та громадах по всій Канаді, де учасниці(-ки) приєднуються до виготовлення ляльок як форми активізму та підвищення обізнаності щодо MMIW.

### Таня Тагак вшановує MMIW
На церемонії вручення музичної премії Polaris 2014 музикантка з інуїтів Таня Тагак виконала свій номер перед екраном, на якому було прокручено список імен зниклих та вбитих корінних жінок.

### Інуксуїт— кам'яні пам'ятники
З кінця 2015 року Крістен Вілбрун, місцева активістка з Гамільтону, Онтаріо, та ще біля 10 тубілок будують кам'яні пам'ятники інуксуїт на радіальному шляху Чедоке. Інусук (множина інуксуїт) — це кам'яна споруда, побудована людиною, яка зазвичай використовується для навігації або як маркери шляху. Інуксук перекладається як «на подобу людини». Радіальна стежка Чедоке з'єднується із струмком Чедоке, водотоком у Гамільтоні.
Проєкт розпочали у жовтні 2015 року, коли кілька жінок помітили, що тіні, відкинуті раніше побудованим інуксуїтом на стежці, нагадували жіночі фігури. Активістки побачили можливість використовувати тубільну традицію як спосіб привернути увагу до проблеми зниклих жінок. Вони побудували 1181 інуксуїт. Проєкт викликав багато питань, і сотні людей зупинились, щоб поцікавитись інуксуїт. Тубліки привітали проєкт і оголосили про намір продовжувати будувати жіночі інуксуїт, доки уряд не розпочне офіційне розслідування зниклих корінних жінок. У грудні 2015 року прем'єр-міністр Джастін Трюдо оголосив, що розпочне таке розслідування.
У лютому 2016 року Люсі Аннанак (метиска) та команда жінок побудували та розмістили ще 1200 інуксуїт у Монреалі, Квебек.

### Зниклі та вбиті
У жовтні 2016 року журналістка Конні Вокер та Сі-Бі-Сі випустили подкаст «Хто вбив Альберту Вільямс?». У восьми частинах розглядаються проблеми зниклих та вбитих тубілок у Канаді, зокрема, вбивство Альберти Вільямс у 1989 вздовж шосе Сліз. Подкаст був номінований на премію Webby.
У 2018 році сезон «Пошук Клео» розкрив справу Клео Нікотін Семаганіс.
У 2019 році в інтерв'ю Шайєнну Антоніо з Коаліції за зупинки насильства проти корінних жінок подкаст «Справжні наслідки» охопив проблеми зниклих та вбитих корінних жінок та дівчат.

### Велике зелене небо
«Велике зелене небо» — вистава на замовлення та постановка Віндзорського феміністичного театру (WFT), дебют якої відбувся у травні 2016 року у Віндзорі, Онтаріо. До цього призвело обурення виправдувальним вироком Бредлі Бартону в судовому процесі за сексуальне насильство та вбивство Сінді Гладу. Ця вистава є прямим результатом звернення до Мюріель Стенлі Венне, голови Комісії аборигенів з прав людини та правосуддя та президента Інституту сприяння розвитку тубілок. Звіт Венни був переданий доповідачеві ООН Джеймсу Анаяю. Венне створила свою доповідь, оскільки хотіла «вплинути на тих, хто приймає рішення, які стали дуже самовдоволеними і не турбуються про життя корінних жінок у нашій країні».
Спектакль зосереджений навколо офіцерки канадійської кінної поліції, нової у цій місцевості. Вона піднімається на Північ, щоб побачити Полярне сяйво. Перебуваючи там, вона дізнається про ситуацію з MMIW — і вражена усвідомленням, наскільки глибоко вплетена в повсякденне життя стількох людей, залишаючись майже невидимою (або, принаймні, ігнорованою) основним населенням країни. WFT передає права на показ будь-якій організації або окремій особі, яка бажає поінформувати про це питання. Він поширюється без гонорару за умови, що всі доходи та зібрані кошти були передані місцевим жіночим ініціативам індіанок, інуїток або метисок (FNIM).

### Вітряна ріка
Фільм Вітряна ріка (2017) оповідає про вбивство індіанки. В головних ролях Джеремі Реннер і Елізабет Олсен, які як працівники Служби рибних ресурсів і дикої природи і агента ФБР намагаються розслідувати вбивство жінки на річці Вітрів у індіанській резервації Вайомінгу. Фільм критикували і за кастинг акторів, які не будучи індіанцями грали деякі індіанські ролі.

### Тихе вбивство
Режисер Кім О'Бомсавен у 2018 році створив документальний фільм «Тихе вбивство» (Ce silence qui tue) про проблему зникнення та загибелі тубілок. Фільм виграв премію Дональда Бріттена за найкращу соціальну або політичну документальну програму на 7-й премії Canadian Screen Awards.

### Кампанія Лосиних шкір (Moose Hide)
Кампанія Moose Hide — рух, що народився в Британській Колумбії, який прагне закликати як корінних, так і не корінних чоловіків та хлопців виступити проти насильства, особливо проти жінок та дітей. Статистика свідчить, що в порівнянні з жінками, що не є корінними, тубілки втричі частіше страждають від домашнього насильства. Крім того, у 2019 році повідомлялося, що 4,01 % жертв вбивств були ідентифіковані як корінні жінки. Кампанія, яка розпочалася як масовий рух у штаті Вікторія, Британська Колумбія в 2011 році, з тих пір стала національно визнаною. 11 лютого було визнано Днем кампанії Moose Hide і присвячено підвищенню обізнаності насильства проти жінок та дітей. Цього дня відбувається піст як посвята справі припинення насильства проти жінок та дітей. Мета посту випливає з віри в те, що зміни можуть відбуватися, коли членів громади збирають разом на церемонії, змінюючи поведінку та ставлення, що призвело до фундаментальних змін для досягнення кращих результатів.
Кампанію Moose Hide заснували Пол і Рейвен Ласерти, пара батьків та дочок, які подарували шкірки лося чоловікам громади як зобов'язання припинити насильство проти корінних жінок та дітей. Шкірки — це маленькі квадрати вичиненої шкіри лося, які символізують припинення насильства проти жінок. Ці шкірки символізують свою відданість і обітницю захищати корінних жінок та дітей від насильства, вшановуючи, поважаючи та захищаючи цих людей, а також працюючи з іншими для припинення циклу насильства. Ідея створити шкірку виникла у двох засновників, які зняли та обробили шкуру лося, який прибув з їхньої традиційної території (Надлех Ват'ен (Перший націонер)) уздовж шосе 16, відомого як Шосе сліз. Шкури, що використовуються для створення шкірок сьогодні, як правило, походять від впольованих лосів або від тварин, що загинули в результаті дорожньо-транспортних пригод.
З часу заснування організації в 2011 році було роздано понад два мільйони шкірок лосів, і близько 2000 громад вирішили взяти участь у цій кампанії. Протягом багатьох років різні політичні активісти підтримували цю кампанію, в тому числі прем'єр-міністр Канади Джастін Трюдо та 36-й і нинішній праймер Британської Колумбії Джон Хорган. Кампанія спричинила численні розмови про насильство, з яким стикаються жінки, включаючи потребу в системах підтримки постраждалих та кроки до створення більш безпечних спільнот для жінок. Організація, яка стоїть за кампанією, також забезпечує семінари та приміщення для зустрічей і бесід. Ці збори забезпечують як чоловікам, так і жінкам безпечні місця для обміну досвідом, а також зобов'язуються протистояти насильству, націленому на корінних жінок та дітей. Мета кампанії Moose Hide — розірвати цикл насильства, непропорційно націленого на жінок та дітей корінного населення. З цією метою кампанія розглядає наслідки колонізації, які тривають і сьогодні, наприклад, систему тубільних шкіл. Кампанія також спрямована на підвищення обізнаності щодо расизму, котрий поширюється на корінні народи. Активно виступаючи проти ґендерного насильства та зобов'язуючись протистояти насильству проти корінних жінок та дітей, кампанія Moose Hide пропагує здорові стосунки, що включають гендерну рівність, одночасно борючись з токсичною маскулінністю, просуваючи позитивні стилі поведінки чоловіків.